# Fasma

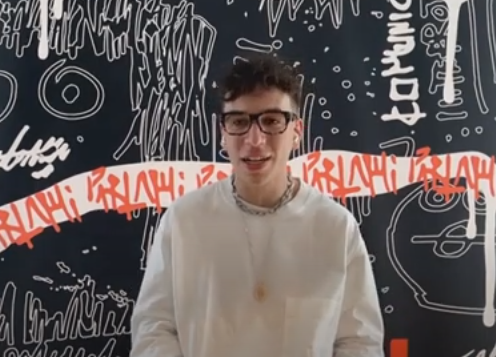
Fasma

Fasma (* 17. Dezember 1996 in Rom als Tiberio Fazioli) ist ein italienischer Rapper.

## Werdegang
Der Rapper machte erstmals 2017 auf sich aufmerksam, als das Lied Marilyn M. veröffentlichte. Damit gewann er 2018 den Newcomer-Wettbewerb beim Wind Summer Festival. Das Lied fand auch Eingang in Fasmas erste EP WFK.1, produziert von GG. Noch im selben Jahr erschien außerdem das Debütalbum Moriresti per vivere con me?. 2019 veröffentlichte der Rapper das Lied Mi ami und nahm mit Per sentirmi vivo an Sanremo Giovani teil, wodurch er sich für die Newcomer-Kategorie des Sanremo-Festivals 2020 qualifizierte. Obwohl er dort nicht das Finale erreichte, war Per sentirmi vivo danach ein großer Erfolg. Das Lied war auf dem Album Io sono Fasma enthalten.
Beim Sanremo-Festival 2021 ging Fasma mit Parlami in der Hauptkategorie ins Rennen und erreichte den 18. Platz.

## Diskografie

### Alben
| Jahr | Titel Musiklabel                  | Höchstplatzierung, Gesamtwochen, AuszeichnungChartsChartplatzierungen (Jahr, Titel, Musiklabel, Platzierungen, Wochen, Auszeichnungen, Anmerkungen) | Anmerkungen                                                       |
| Jahr | Titel Musiklabel                  | IT | Anmerkungen                                                       |
| ---- | --------------------------------- | --- | ----------------------------------------------------------------- |
| 2018 | Moriresti per vivere con me? Sony | IT44 (4 Wo.)IT | Erstveröffentlichung: 2. November 2018                            |
| 2020 | Io sono Fasma Sony                | IT6 Gold · (11 Wo.)IT | Erstveröffentlichung: 28. Februar 2020 Verkäufe: + 25.000; mit GG |

### EPs
- 2018: WFK.1 (EP; Sony)

### Singles
| Jahr | Titel Album                     | Höchstplatzierung, Gesamtwochen, AuszeichnungChartsChartplatzierungen (Jahr, Titel, Album, Platzierungen, Wochen, Auszeichnungen, Anmerkungen) | Anmerkungen                                                                                       |
| Jahr | Titel Album                     | IT | Anmerkungen                                                                                       |
| ---- | ------------------------------- | --- | ------------------------------------------------------------------------------------------------- |
| 2019 | Per sentirmi vivo Io sono Fasma | IT6 ×2Doppelplatin · (21 Wo.)IT | Erstveröffentlichung: 14. November 2019 Verkäufe: + 140.000; mit GG                               |
| 2021 | Parlami –                       | IT9 ×2Doppelplatin · (16 Wo.)IT | Erstveröffentlichung: 3. März 2021 Verkäufe: + 200.000; mit GG, Beitrag zum Sanremo-Festival 2021 |
| 2024 | Mille notti –                   | IT99 (1 Wo.)IT | Erstveröffentlichung: 12. Juli 2024 mit GG                                                        |

Weitere Singles
- 2018: Marilyn M. (mit GG, IT: Platin, Verkäufe: + 100.000[2])
- 2018: Ti prometto che un giorno partiremo (mit GG, IT: Gold, Verkäufe: + 35.000[2])
- 2019: Mi ami (mit Papichulo und GG)
- 2019: Oddio (Oni One feat. Fasma)
- 2021: Indelebile (mit GG, IT: Gold, Verkäufe: + 50.000[2])

## Belege
1. ↑  Alben von Fasma. In: Italiancharts.com. Hung Medien, abgerufen am 27. Juni 2023.
2. 1 2 3 4 5 6  Certificazioni. FIMI, abgerufen am 12. März 2024 (italienisch).
3. ↑  Archivio classifiche Top Singoli. FIMI, abgerufen am 12. März 2024 (italienisch).

| Personendaten    | Personendaten                  |
| ---------------- | ------------------------------ |
| NAME             | Fasma                          |
| ALTERNATIVNAMEN  | Fazioli, Tiberio (Geburtsname) |
| KURZBESCHREIBUNG | italienischer Rapper           |
| GEBURTSDATUM     | 17. Dezember 1996              |
| GEBURTSORT       | Rom                            |